# Ейнар Галілеа
Ейнар Галілеа (ісп. Einar Galilea, нар. 22 травня 1994, Віторія) — іспанський футболіст, захисник, фланговий півзахисник хорватського клубу «Істра 1961».

## Ігрова кар'єра
Народився 22 травня 1994 року в місті Віторія. Вихованець футбольної школи клубу «Алавес».
У дорослому футболі дебютував 2013 року виступами за головну команду «Алавеса», хоча згодом до 2018 року грав здебільшого за його другу команду.
Наступними командами в ігровій кар'єрі футболіста були хорватський «Рудеш» та французький «Сошо», за які грав на правах оренди.
2019 року повернувся до Хорватії, також на умовах оренди ставши гравцем клубу «Істра 1961».